# Nationaal park Pindos
Nationaal park Pindos (Grieks: Εθνικός Δρυμός Πίνδου; Ethnikos Drimos Pindou) was een nationaal park in het noordwesten van Griekenland. Het omvatte een deel van het noordelijke Pindosgebergte op de grens van West-Macedonië en Epirus. De kern werd gevormd door het dal van de Valia Kalda. Valia Kalda was tevens een alternatieve naam voor het park. Sinds 2005 is het park (samen met andere gebieden) opgegaan in het grotere nationaal park Noord-Pindos.
Het is een dicht bebost gebied met bos van zwarte dennen (Pinus nigra) en beuken (Fagus sylvatica). Ook komt in de hoogst gelegen gedeelten de Bosnische den (Pinus heldreichii) voor.
Het gebied is de zuidelijkste plek in Europa waar de bruine beer (Ursus arctos) voorkomt, naast de in Zuidoost-Europa zeer zeldzame lynx (Lynx lynx). Tot de vogelsoorten uit het nationale park behoren Griekse rode lijst-soorten als de vale gier (Gyps fulvus), de aasgier (Neophron percnopterus), de keizerarend (Aquila heliaca) en de lannervalk (Falco biarmicus). Bovendien komen er acht soorten spechten voor. Van de vijf soorten vleermuizen in het gebied komt de rosse vleermuis (Nyctalus noctula) er in de grootste aantallen voor.
De hoogste berg in het gebied is de 2177 m hoge Avgo, gevolgd door de Kakoplevri (2160 m) en de Flegga (2159 m).